# Voggenreiter Verlag
Der Voggenreiter Verlag ist ein 1919 gegründeter deutscher Musikverlag mit Sitz in Bonn. Von 1919 bis 1933 war er neben dem Verlag Günther Wolff der wichtigste Verlag für die deutsche Pfadfinderbewegung und die Bündische Jugend.

## Geschichte
Anfang 1919 wurde von den bayerischen Pfadfinderführern Franz Ludwig Habbel und Ludwig Voggenreiter in Regensburg der Verlag „Der Weiße Ritter“ gegründet. Ihr Ziel war es, eine innere Erneuerung des durch paramilitärische Strukturen stark verkrusteten Deutschen Pfadfinderbundes (DPB) zu erreichen. Aus diesem Grund luden die bayerischen Pfadfinder im August 1919 zum „Deutschen Pfadfindertag“ auf Schloss Prunn im Altmühltal. Einer der damaligen Wortführer war Habbel. Mit der Führerzeitung Der Weiße Ritter wollten sie ein offenes Forum schaffen, das „der Jugendbewegung im Geiste verinnerlichten Pfadfindertums“ dienen wollte.
Nach 1921 übersiedelte der Verlag nach Potsdam und firmierte nach 1927 unter dem Namen Ludwig Voggenreiter Verlag. In ihm erschienen verschiedene pfadfinderische, jugendbewegte und später auch bündische Bücher und Zeitschriften. 
Das Programm war ursprünglich stark auf die Pfadfinderbewegung ausgelegt. Dieser Programmbereich wurde bis zum Verbot der Pfadfinderbewegung in Deutschland 1933/34 beibehalten. Es erschienen neben Arbeitshilfen für Pfadfinderführer, Pfadfinderromane, Liederbücher und Ideengeber für Gruppenstunden und Lager wie das Deutsche Lagerhandbuch und das Deutsche Spielhandbuch. Daneben wurden verschiedene literarische Titel aus anderen Themenbereichen herausgegeben. Gegen Ende der 1920er Jahre zog der Verlag verstärkt auch bündische beeinflusste Autoren an. Hervorzuheben ist unter anderem die schon früh eröffnete Buchreihe Bücher der Waldverwandtschaft. Sie beeinflusste die Entwicklung der deutschen Pfadfinderbewegung und der bündischen Jugend nachhaltig. In ihr wurden neben zum Teil aus der internationalen Pfadfinderbewegung stammenden Ausbildungshandbüchern mehrere Titel von John Hargrave veröffentlicht, einem englischen Autor und Jugendführer, der die Woodcraft-Bewegung und Kibbo Kift gründete.

Pfadfinderliteratur aus den 1920er Jahren
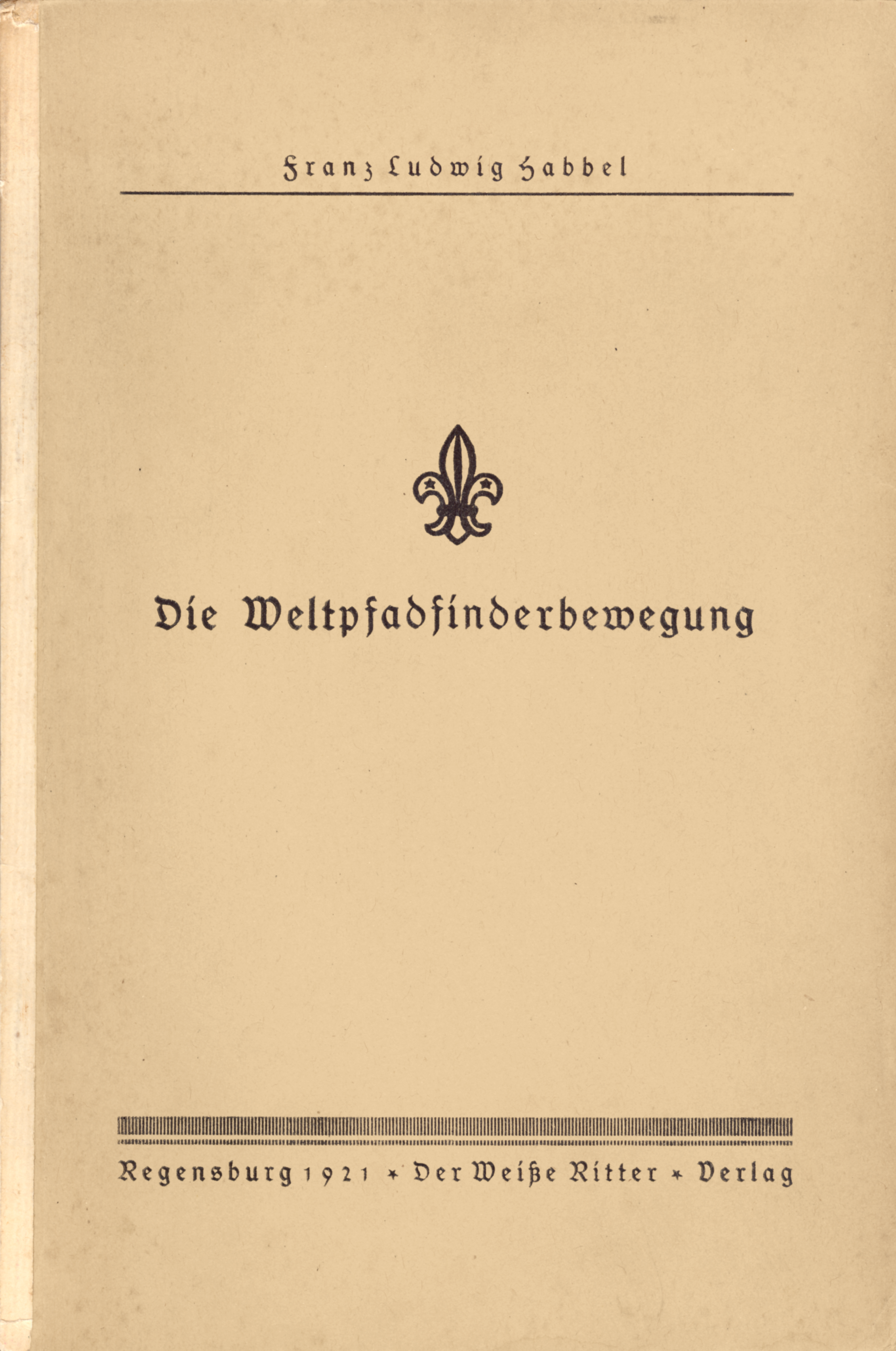
Franz Ludwig Habbel: Die Weltpfadfinderbewegung (1921). Habbel stellte in diesem Heft die Weltpfadfinderbewegung vor.
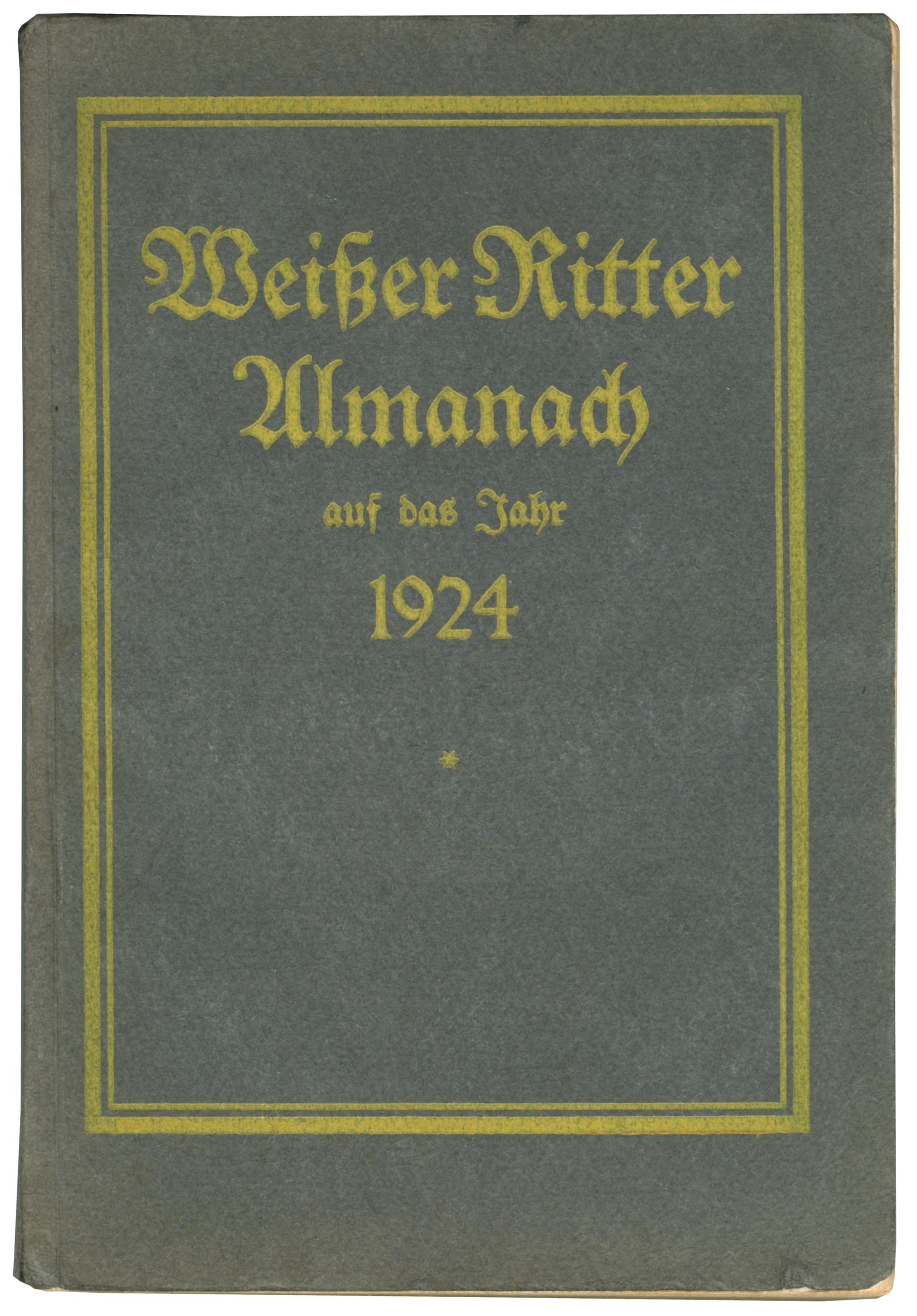
Titel des Almanachs des Weißen Ritters, 1924
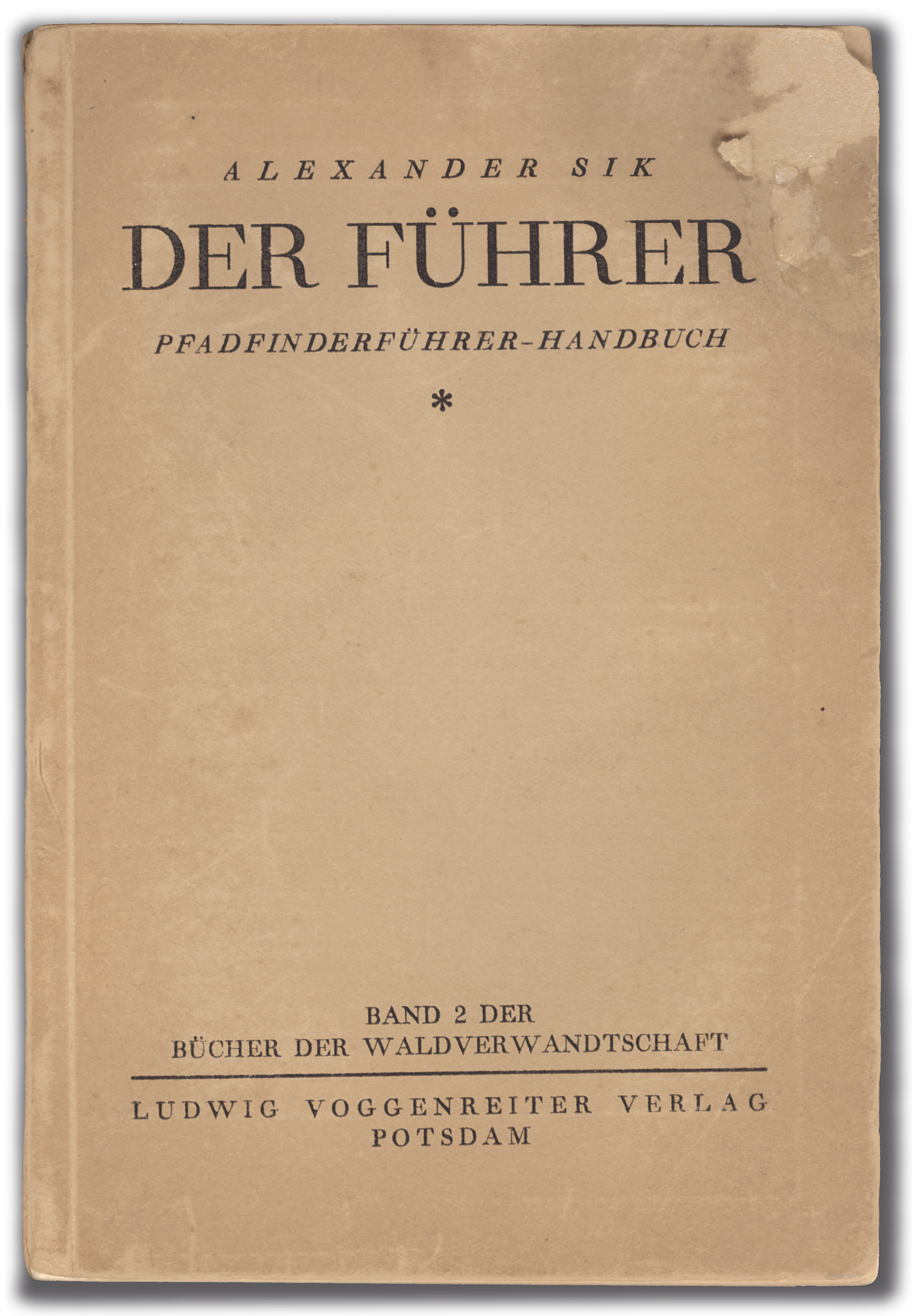
Der Führer. Pfadfinderführer-Handbuch. Bücher der Waldverwandtschaft, 1929. Ausbildungshandbuch von Sándor Sík, einem der Mitgründer der ungarischen Pfadfinderbewegung.
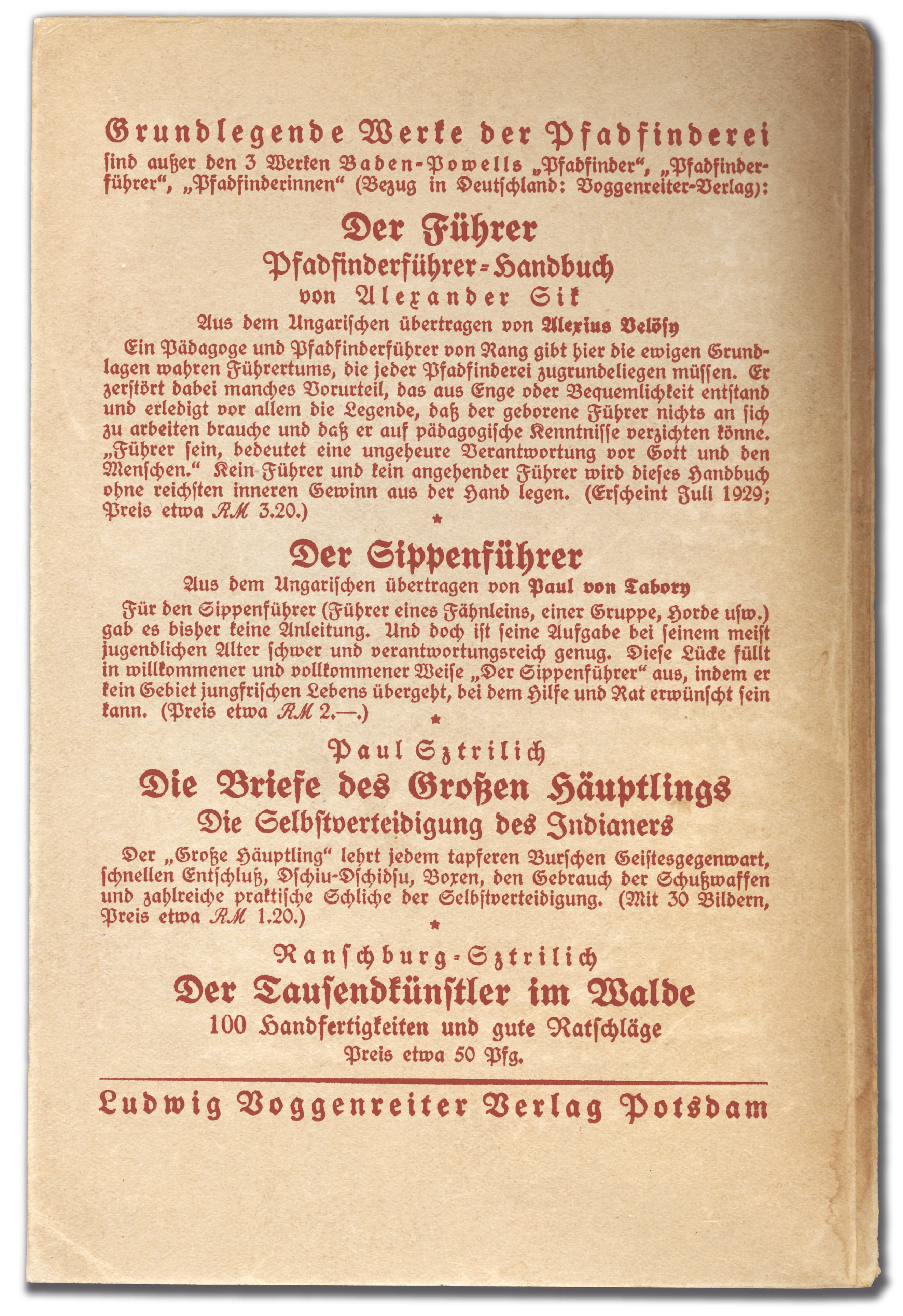
Rückseite des Pfadfinderromans Gärende Seelen von Julius von Farkas (2. Auflage 1929). Ungarische Pfadfinderliteratur beeinflusste in den 1920er Jahren das deutsche pfadfinderische Denken nachhaltig.

Nach der Machtergreifung der Nationalsozialisten 1933 wandelte sich das Verlagsprogramm stark. Die für das finanzielle Überleben wichtige Zielgruppe der Pfadfinder und Bündischen konnte nicht mehr bedient werden. Neben Liederbücher für die Hitler-Jugend traten zahlreiche militärische Titel. Darunter etwa Erwin Rommels Infanterie greift an und Hans Baumanns Morgen marschieren wir. Liederbuch der deutschen Soldaten. Weiterhin erschienen Kolonialliteratur und nationalsozialistisch geprägte literarische Titel. Anfang 1937 bestätigt das Reichssicherheitshauptamt in seinem „Leitheft Verlagswesen“, dass sich der Ludwig-Voggenreiter-Verlag – anders als der Verlag Günther Wolff – dem Nationalsozialismus voll angeschlossen habe. Der Potsdamer Verlag wurde 1945 aufgelöst.  Ludwig Voggenreiter verstarb 1947 im sowjetischen Internierungslager Buchenwald. 
Die bei ihm verbliebenen Nutzungsrechte brachte Ludwig Voggenreiters Bruder Heinrich 1949 in den in Bad Godesberg neu gegründeten Voggenreiter Verlag ein. Das Programm orientierte sich erneut stark an den Publikationen vor 1933, neben der von Konrad Schilling und Helmut König in elf Heften herausgegebenen Liedersammlung Der Turm und dem schon im Dritten Reich sehr erfolgreichen Der Kilometerstein erschienen unter anderem Titel, die sich mit der Geschichte der Jugendbewegung auseinandersetzten.
Zu den erfolgreichsten Publikationen der 1960er Jahre zählten die Songbooks mit den Liedern Reinhard Meys. 
1972 übernahm Heinrichs Sohn Ernst Voggenreiter die Leitung, und der Verlag entwickelte sich zu einem reinen Musikverlag. 1975 wurde Peter Bursch’s Gitarrenbuch in das Programm genommen. Viele Titel aus dieser Zeit sind noch heute im Sortiment.
Als Ernst Voggenreiter am 17. Dezember 1992 bei einem Flugzeugabsturz ums Leben kam, übernahmen seine Söhne Ralph und Charles die Geschäftsführung.
Im Mai 2017 zog der Verlag von Bonn ins nahe Wachtberg.

## Verlagsprogramm
Das aktuelle Sortiment umfasst musikalische Fachliteratur, darunter Lehrbücher für verschiedene Instrumente sowie Liederbücher in gedruckter und digitaler Form. Ergänzend dazu werden Musikinstrumente angeboten.
Das Angebot „Voggy’s Kinderwelt“ richtet sich an Kinder im Vorschul- und Grundschulalter und umfasst Instrumenten-Sets mit gedruckten Lehrmaterialien und zum Teil Mitspiel-CDs bzw. Downloads. Daneben werden auch Musik-Sets für Kindergärten und Schulen angeboten.